# 워터호스
《워터호스》(The Water Horse: Legend Of The Deep)는 오스트레일리아에서 제작된 제이 러셀 감독의 2007년 모험, 가족, 판타지 영화이다. 알렉스 에텔 등이 주연으로 출연하였고 로버트 번스타인 등이 제작에 참여하였다.
이 영화는 비콘 픽처스와 협업하여 레볼루션 스튜디오스와 월든 미디어에 의해 제작되었으며, 컬럼비아 픽처스에 의해 배급되었다. 시각 효과는 뉴질랜드의 웨타 디지털과 웨타 우크숍에 의해 완수되었다. 워터호스는 미국에서 2007년 12월 25일 개봉되었으며, 영국에서는 2008년 2월 8일 개봉되었다.

## 출연

### 주연
- 알렉스 에텔
- 에밀리 왓슨

### 조연
- 프리얀카 시
- 제랄딘 브로피
- 벤 채플린
- 브라이언 콕스
- 크레이그 홀

## 기타
- 원작자: 딕 킹-스미스
- Line PD: 데이비드 브라운
- 미술: 토니 버로우
- 의상: 존 브룸필드
- 배역: 리즈 멀레인

## 같이 보기
- 네스호